# Louis Pape
Louis Pape, né le 8 avril 1933 à Morlaix et mort le 6 décembre 2014 à Rennes, est un historien français.

## Publications

### Ouvrages
- Protohistoire de la Bretagne, avec Pierre-Roland Giot et Jacques Briard ; Rennes, éd. Ouest-France, 1979, 443 pp.
- La Bretagne romaine, Rennes, Editions Ouest-France, 1995, 309 p.,